# Triptyque des Monts et Châteaux
Il Triptyque des Monts et Châteaux (it.: Trittico di Monti e Castelli) è una corsa a tappe di ciclismo su strada maschile che si svolge ogni anno ad aprile nella provincia dell'Hainaut, in Belgio. Dal 2005 fa parte del calendario dell'UCI Europe Tour come prova di classe 2.2.

## Albo d'oro
Aggiornato all'edizione 2022.
| Anno | Vincitore                             | Secondo                               | Terzo                                 |
| ---- | ------------------------------------- | ------------------------------------- | ------------------------------------- |
| 1996 | Davy Dubbeldam                        | Danny Van Der Massen                  | Edward Farenhout                      |
| 1997 | Michel Vermote                        | Christophe Coppieters                 | Guy Van Broekhoven                    |
| 1998 | Marcel Duijn                          | Geoffrey Demeyere                     | Jehudi Schoonacker                    |
| 1999 | Mathew Hayman                         | Marc Goetschalckx                     | Stephan Schreck                       |
| 2000 | Stijn Devolder                        | Erwin Van Der Auwera                  | Vincent Van Der Kooij                 |
| 2001 | Andrej Kašečkin                       | Kevin De Weert                        | Sébastien Rosseler                    |
| 2002 | Sébastien Rosseler                    | Michail Timošin                       | Johan Vansummeren                     |
| 2003 | Sébastien Rosseler                    | Jurgen Van Den Broeck                 | Niels Scheuneman                      |
| 2004 | Thomas Dekker                         | Bastiaan Giling                       | Rory Sutherland                       |
| 2005 | Marc de Maar                          | Heath Blackgrove                      | Benoît Sinner                         |
| 2006 | Lars Boom                             | Dmitrij Kozončuk                      | Huub Duyn                             |
| 2007 | Tom Leezer                            | Martijn Maaskant                      | Kevyn Ista                            |
| 2008 | Thomas De Gendt                       | Jan Bakelants                         | Sven Van Den Houte                    |
| 2009 | Kris Boeckmans                        | Romain Zingle                         | Jan Ghyselinck                        |
| 2010 | Jetse Bol                             | Taylor Phinney                        | Wilco Kelderman                       |
| 2011 | Tom Dumoulin                          | Jonathan Dufrasne                     | Vegard Stake Laengen                  |
| 2012 | Bob Jungels                           | Marc Goos                             | Ivar Slik                             |
| 2013 | Fabio Silvestre                       | Lawson Craddock                       | Jeroen Lepla                          |
| 2014 | Owain Doull                           | Alex Kirsch                           | Patrick Konrad                        |
| 2015 | Lilian Calmejane                      | Owain Doull                           | Maxime Farazijn                       |
| 2016 | Mads Würtz Schmidt                    | Jonathan Dibben                       | Maximilian Schachmann                 |
| 2017 | Jasper Philipsen                      | Eddie Dunbar                          | Neilson Powless                       |
| 2018 | Jasper Philipsen                      | Stan Dewulf                           | William Barta                         |
| 2019 | Mikkel Bjerg                          | Ian Garrison                          | Thomas Pidcock                        |
| 2020 | annullata per la Pandemia di COVID-19 | annullata per la Pandemia di COVID-19 | annullata per la Pandemia di COVID-19 |
| 2021 | annullata per la Pandemia di COVID-19 | annullata per la Pandemia di COVID-19 | annullata per la Pandemia di COVID-19 |
| 2022 | Enzo Paleni                           | Per Strand Hagenes                    | Stian Fredheim                        |